# Quang lộc tự
Quang lộc tự (光祿寺, Court of Imperial Entertainments) là một trong 6 tự trong quan chế Lục tự. Quang lộc tự là cơ quan phụ trách việc cung cấp và nấu rượu lễ, đồ lễ, đồ ăn trong các bữa tế tự, triều hội, yến tiệc cung đình, yến tiệc ân vinh Tiến sĩ.
Cũng như các tự khác trong Lục tự, Quang lộc tự do quan Tự khanh đứng đầu, Tự thiếu khanh thứ nhì và có các thuộc cấp Chủ sự, Tư vụ, Thư lại giúp việc.
Thời Hồng Đức và Bảo Thái, Quang lộc tự khanh trật Chánh ngũ phẩm. Thời Nguyễn cho trật Tòng tam phẩm, thấp hơn Thái thượng tự khanh. Quang lộc tự thiếu khanh trật Tòng tứ phẩm.
Thời Nguyễn, Quang lộc tự đặt 1 viên Tự khanh, 1 viên Tự thiếu khanh, 1 viên Viên ngoại lang, 1 viên Chủ sự và 1 viên Tư vụ. Bát phẩm thư lại và Cửu phẩm thư lại đều 3 viên. Vị nhập lưu thư lại 12 viên. Thời Nguyễn Thiệu Trị, Tự Đức, biên chế có thêm bớt chút ít.
Thời Nguyễn, riêng Hồng lô tự (lo việc tiếp đón sứ đoàn các nước) và Thượng bảo tự (lo việc văn phòng, ấn tín giúp vua) có chức trách thường trực, các chức điều hành trong những tự khác như chức Tự khanh, Tự thiếu khanh thường trao cho các quan trong Lục bộ điều hành tạm thời trong một thời gian, không có chức vụ nhất định.